# Cernans
Cernans là một xã trong vùng hành chính Franche-Comté, thuộc tỉnh Jura, quận Lons-le-Saunier, tổng Salins-les-Bains. Tọa độ địa lý của xã là 46° 55' vĩ độ bắc, 05° 55' kinh độ đông. Cernans nằm trên độ cao trung bình là 640 mét trên mặt nước biển, có điểm thấp nhất là 612 mét và điểm cao nhất là 724 mét. Xã có diện tích 5.51 km², dân số vào thời điểm 2004 là 115 người; mật độ dân số là 21 người/km².

## Thông tin nhân khẩu
| 1962 | 1968 | 1975 | 1982 | 1990 | 1999 |
| ---- | ---- | ---- | ---- | ---- | ---- |
| 136  | 141  | 137  | 123  | 104  | 98   |